# Condado de Groenlandia
El Condado de Groenlandia (en groenlandés: Kalaallit Nunaat y en danés: Grønlands Amt) fue un antiguo Amt de Dinamarca, el cual comprendía el actual territorio de Groenlandia y islas adyacentes.

## Historia
En 1953, la situación colonial de Groenlandia había finalizado con la promulgación de la constitución danesa de ese año. 
Cuando su etapa colonial terminó, Groenlandia fue incorporada al Reino de Dinamarca como un Amt (en danés: Condado), lo que le otorgó a los groenlandeses la ciudadanía danesa y dio como resultado la implementación de una estrategia de asimilación cultural en las políticas danesas.
Durante este período, el gobierno danés promovió el uso exclusivo del idioma danés en asuntos oficiales y se requería que los groenlandeses viajaran a Dinamarca para recibir educación universitaria. Muchos niños groenlandeses fueron enviados a internados en el sur de Dinamarca, lo que llevó a que muchos perdieran sus lazos culturales con Groenlandia.
Sin embargo, esta política resultó contraproducente, ya que provocó una reafirmación de la identidad cultural groenlandesa, especialmente entre la élite local, lo que provocó la formación de un movimiento a favor de la independencia de Groenlandia, que alcanzó su punto máximo en la década de 1970.
Como consecuencia, en Dinamarca surgió el deseo de regularizar el estatus de Groenlandia, lo que resultó en la promulgación de la Ley de Autonomía de 1979, que entró en vigor el 1 de mayo de ese mismo año y le otorgó a Groenlandia una autonomía limitada, permitiendo la creación de su propia legislatura con control sobre algunas políticas internas, mientras que el Parlamento danés mantuvo el control total sobre las políticas exteriores, la seguridad y los recursos naturales.